# 최정민 (프로게이머)
최정민(1991년 3월 31일 ~ )은 대한민국의 전직 스타크래프트 II 프로게이머다. Zenio라는 아이디를 사용하며, 종족은 저그이다.
웨라, oGs, 팀 리퀴드 소속으로 활동했다.
2014년 1월 은퇴했다.

## 주요 성적
- 2010년 TG-Intel 스타크래프트 II OPEN Season 1 32강
- 2010년 소니 에릭슨 스타크래프트 II OPEN Season 2 8강
- 2010년 소니 에릭슨 스타크래프트 II OPEN Season 3 64강
- 2011년 소니 에릭슨 글로벌 스타크래프트 II 리그 Jan. Code S 16강
- 2011년 인텔 글로벌 스타크래프트 II 리그 Mar. Code S 32강
- 2011년 LG 시네마 3D, 인텔코리아 글로벌 스타크래프트 II 리그 May Code S 32강
- 2011년 LG 시네마 3D, 인텔코리아 슈퍼 토너먼트 64강
- 2011년 PEPSI 글로벌 스타크래프트 II 리그 July Code S 16강
- 2011년 PEPSI 글로벌 스타크래프트 II 리그 Aug. Code S 16강
- 2011년 소니 에릭슨 글로벌 스타크래프트 II 리그 Oct. Code S 32강
- 2011년 소니 에릭슨 글로벌 스타크래프트 II 리그 Nov. Code A 32강
- 2012년 핫식스 2012 글로벌 스타크래프트 II 리그 시즌 1 Code S 32강
- 2012년 핫식스 2012 글로벌 스타크래프트 II 리그 시즌 2 Code S 32강
- 2012년 무슈제이 2012 글로벌 스타크래프트 II 리그 시즌 3 Code A 48강
- 2013년 핫식스 2013 글로벌 스타크래프트 II 리그 시즌 1 Code A 48강
- 2013년 HomeStory Cup VIII 32강